# قوانین جهانی نام‌گذاری برای جلبک‌ها، قارچ‌ها و گیاهان
قوانین جهانی نام‌گذاری برای جلبک‌ها، قارچ‌ها و گیاهان مجموعه‌ای از قوانین و توصیه‌ها است که به موجب آن نامی رسمی به گیاهان، قارچ‌ها و چند گروه دیگر از موجودات زنده داده می‌شود.